# Amran
Amran (arapski: عمران) je grad na jemenskoj visoravni, udaljen je oko 48 km sjeverno od glavnog grada Sane. Glavni je grad jemenske muhafaze (pokrajine) Amran koja ima 241.690 stanovnika.
Povijesni stari grad Amran (koji je star više tisuća godina) nalazi se na malom brežuljku s kaštelom koji dominira nad njim. Stari grad Amran okružen je visokim zidom, a zgrade unutar njega su sve od nepečene opeke (ovo je čest običaj u sušnom Jemenu). 
Amran je uvijek bio granica između različitih jemenskih plemena, grad je ležao na starom trgovačkom putu tamjana. Današnji Amran, izgrađen je izvan gradskih zidina starog grada, s modernim zgradama u kojima su uredi vlade, škole i vojarne.
Godine 2004. šire područje Amrana bilo je poprište borbi između vladinih snaga i boraca iz plemena Huti (na planinama Saada sjevernije od grada), zbog tog su se u grad slile tisuće izbjeglica. Točnije u Amranu i okolnim selima boravilo je 28.000 izbjeglica.
Iz Amrana je vrlo stara brončana pločica s natpisima iz doba Kraljevstva od Sabe, koja je danas eksponat u Britanskom muzeju. Ova pločica je vjerojatno bila zavjetna pločica iz hrama mjesečevog boga Almaqaha, vrhovnog božanstva Sabejskog kraljevstva (7. stoljeće pr. Kr.).

## Gospodarstvo
Amran je sjedište poljoprivrednog kraja, u novije vrijeme kod Amrana se gradi velika cementara kapaciteta 3.300 tona portland cementa na dan, uz tehničku pomoć UNIDO-a iz Beča.

## Vanjske poveznice
- Slike iz Amrana s portala tabisite
- Slike iz Amrana na portalu mygreatworld  Arhivirana inačica izvorne stranice od 27. studenoga 2012. (Wayback Machine)